# Bulbinella trinervis
Bulbinella trinervis är en grästrädsväxtart som först beskrevs av John Gilbert Baker, och fick sitt nu gällande namn av Pauline Lesley Perry. Bulbinella trinervis ingår i släktet Bulbinella och familjen grästrädsväxter. Inga underarter finns listade i Catalogue of Life.